# Saint-Martin-d'Armagnac
 Saint-Martin-d'Armagnac  (en occitano Sent Martin d'Armanhac) es una población y comuna francesa, ubicada en la región de Mediodía-Pirineos, departamento de Gers, en el distrito de Condom y cantón de Nogaro.

## Demografía
| 243 | 212 | 217 | 220 | 205 | 205 |
| Para los censos de 1962 a 1999 la población legal corresponde a la población sin duplicidades (Fuente: INSEE [Consultar]) |     |     |     |     |     |